# رتروآرچ
رتروآرچ (انگلیسی: RetroArch) یک نرم‌افزار آزاد و متن‌باز، چندسکویی فرانت‌اند برای شبیه‌سازها، موتورهای بازی، بازی‌های ویدیویی، پخش‌کننده‌های رسانه و سایر برنامه‌های کاربردی است. که پیاده‌سازی شده توسط ای‌پی‌آی libretro، طراحی شده است که سریع، سبک، قابل حمل و بدون وابستگی باشد و همچنین پروانه این نرم‌افزار تحت جی‌پی‌ال نسخهٔ ۳ می‌باشد.
رتروآرچ برنامه‌های که به کتابخانه‌های پویا به نام هسته‌های libretro  تبدیل شده‌اند را اجرا می‌کند، با استفاده از چندین رابط کاربری مانند رابط خط فرمان، چند رابط کاربری گرافیکی (GUI) بهینه‌سازی شده برای دسته بازی‌ها (معروف‌‌ترین آنها یک کلون از کراس‌مدیابار سونی، که XMB نامیده می‌شود)، چندین درایور ورودی، صوتی و تصویری، به علاوه سایر ویژگی‌های پیچیده مانند کنترل نرخ پویا، فیلترهای صوتی، سایه‌زَن‌های چند منظوره،  بازی‌های چندنفره، بازگردانی بازی، کد تقلب بازی، و غیره می‌باشد.
رتروآرچ به بسیاری از سیستم‌عامل‌ها سازگار شده است و می‌تواند بر روی چندین سیستم‌عامل برای رایانه شخصی (گنو/لینوکس، ویندوز و مک‌اواس)، کنسول‌های خانگی (ایکس‌باکس سری اکس، وی یو، پلی‌استیشن ۲ و غیره)، کنسول‌های دستی (پلی‌استیشن ویتا، نینتندو سوئیچ و غیره)، در گوشی‌های هوشمند (اندروید، آی‌اواس و غیره)، رایانه‌های تک برد (رزبری پای، en:ODROID و غیره) و حتی در مرورگرهای وب با استفاده از کامپایلر en:Emscripten اجرا شود. نسخه‌های پلی‌استیشن ۴ و پلی‌استیشن ۳ هنوز منتشر نشده‌اند، اما به طور غیر رسمی در دسترس هستند (از ۱۳ فروردین ۱۴۰۳).

## تاریخچه
قبلا به عنوان SSNES شناخته می‌شد، در ابتدا توسط برنامه‌نویسی با نام مستعار Near، توسعه خود را در سال ۲۰۱۰ با Hans-Kristian "themaister" Arntzen آغاز کرد که اولین تغییر را در گیت‌هاب انجام داد. این به عنوان جایگزینی برای رابط مبتنی بر کیوت bsnes در نظر گرفته شده بود، چون پروژه در حال رشد بود و از «هسته‌های» شبیه‌سازی بیشتری قرار بود پشتیبانی کند. در تاریخ ۲ اردیبهشت ۱۳۹۱، SSNES رسما به RetroArch تغییر نام داد تا این تغییر جهت را منعکس کند.
نسخه ۱٫۰٫۰٫۰ رتروآرچ در ۲۱ دی ۱۳۹۲ منتشر شد و در آن زمان بر روی هفت پلت‌فرم متمرکز بود.
در ۲۷ بهمن ۱۳۹۴، رتروآرچ یکی از اولین برنامه‌هایی بود که از ای‌پی‌آی گرافیکی وولکان پشتیبانی کرد، که این کار را در همان روز انتشار رسمی ای‌پی‌آی انجام داد.
در ۷ آذر ۱۳۹۵، تیم Libretro اعلام کرد که در کنار Lakka (سیستم‌عامل رتروآرچ مبتنی بر LibreELEC)، رتروآرچ بر روی پلت‌فرم سرمایه گذاری جمعی پاترئون قرار خواهد گرفت تا امکان ارائه پاداش برای توسعه‌دهندگانی که مشکلات نرم‌افزاری خاص را برطرف می‌کنند و هزینه‌های سرورهای همسان‌گزینی را پوشش دهد.
در آذر ۱۳۹۵، GoGames - یک شرکت پیمانکار که با توسعه‌دهنده‌های بازی‌های ویدئویی و ناشر سگا - با هدف استفاده از این نرم‌افزار در پروژه SEGA Forever به توسعه‌دهندگان رتروآرچ نزدیک شد، اما در نهایت این همکاری به دلیل اختلاف نظر در صدور مجوز به نتیجه نرسید.
در فروردین ۱۳۹۷، یک ویژگی جبران تاخیر ورودی به نام «Run-Ahead» اضافه شد.
تیم Libretro قصد داشت رتروآرچ را به صورت دانلود رایگان در استیم منتشر کند و ویژگی‌های Steamworks را در تیر ۱۳۹۸ ادغام کند. این اولین عنوان شبیه‌سازی اختصاصی اصلی بود که در آن زمان بر روی این پلت‌فرم منتشر شد.
در مرداد ۱۳۹۹، شخصی هویت یکی از عضوهای مورد اعتماد تیم را جعل کرده بود و به سرور buildbot و حساب سازمانی گیت‌هاب libretro دسترسی پیدا کرد و باعث خرابکاری و پاک کردن سرور شد.
در آبان ۱۳۹۹، رتروآرچ در ارتباط با هسته پی‌سی‌اس‌ایکس۲ libretro به ایکس‌باکس سری اکس و سری اس اجازه داد تا از پلی‌استیشن ۲ تقلید کنند، کاری که پلی‌استیشن ۵ خود سونی در آن زمان نمی‌توانست انجام دهد.
در ۲۳ شهریور ۱۴۰۰، رتروآرچ در استیم منتشر شد. همچنین در تاریخ ۲۶ اردیبهشت ۱۴۰۳، رتروآرچ به طور رسمی در آی‌اواس از طریق اپ استور منتشر شد.

## ویژگی‌ها
ویژگی‌های اصلی آن عبارتند از:
- پشتیبانی از سایه‌زَن‌ پیشرفته GPU – یک خط لوله سایه‌زَن‌ چند منظوره پس از پردازش چند مرحله‌ای برای استفاده کارآمد از الگوریتم‌های مقیاس‌بندی تصویر، شبیه‌سازی CRT پیچیده، مصنوعات ویدیویی ان‌تی‌اس‌سی و سایر جلوه‌ها استفاده می‌کند؛
- کنترل نرخ پویا برای همگام‌سازی ویدیو و صدا در حالی که هموارسازی نقص زمان‌بندی انجام می‌دهد؛[۲۳]
- ضبط اف‌اف‌امپگ - پشتیبانی داخلی برای ضبط ویدیو بی‌اتلاف با استفاده از libavcodec اف‌اف‌امپگ؛
- لایه انتزاعی دسته بازی به نام Retropad؛
- پیکربندی خودکار دسته بازی – پس از وصل کردن دسته بازی‌ها، کاربر به ورودی صفر نیاز دارد؛
- شبکه همتابه‌همتا چندنفره که از تکنیک بازگشتی مشابه GGPO استفاده می‌کند؛[۲۴]
- افزونه‌های پردازنده سیگنال دیجیتال صوتی مانند اکوالایزر، reverb و سایر اثرات؛
- ویژگی‌های پیشرفته savestate - بارگیری خودکار savestate، غیرفعال کردن بازنویسی SRAM و غیره؛
- فریم به فریم بازی را به عقب می‌توانید بازگردانی کنید؛
- پوشش دکمه برای دستگاه‌های صفحه لمسی مانند گوشی‌های هوشمند؛
- تصاویر بند انگشتی از باکس آرت بازی‌ها؛
- گزینه‌های ورودی کم و تاخیر صوتی؛
- به طور خودکار فهرست‌های پخش طبقه‌بندی شده را با اسکن دایرکتوری‌ها برای بازی‌ها/ROMها ایجاد کنید؛
- رابط‌های چندگانه جایگذاری شد از جمله: واسط خط فرمان، XMB (بهینه‌شده برای دسته بازی)، GLUI/MaterialUI (بهینه‌شده برای دستگاه‌های لمسی)، RGUI و Ozone (در همه جا در دسترس است)؛
- اسکنر ROM بازی - به طور خودکار فهرست پخش را با مقایسه تابع هش پرونده‌های یک دایرکتوری در برابر پایگاه داده‌های تابع هش از نسخه‌های بازی خوب شناخته شده ایجاد می‌کند؛[۲۵]
- پایگاه داده Libretro از هسته‌ها، بازی‌ها، تقلب‌ها و غیره پشتیبانی می‌کند؛[۲۶]
- پشتیبانی اوپن‌جی‌ال و Vulkan API؛
- Run-Ahead – با استفاده از savestates و fast-forwarding تاخیر ورودی سیستم‌های شبیه‌سازی شده را پنهان کنید؛
- ردیابی دستاورد - ادغام با سرویس RetroAchievements برای باز کردن غنائم و نشان‌ها؛[۲۷]
- سرویس هوش‌ مصنوعی – از خدمات خارجی ترجمه ماشینی برای ترجمه متن بازی روی صفحه استفاده می‌کند.[۲۸]

## سیستم‌های پشتیبانی شده
رتروآرچ می تواند هر نوع هسته libretro را اجرا کند. در حالی که رتروآرچ برای بسیاری از پلت‌فرم‌ها در دسترس است، در دسترس بودن یک هسته خاص در هر پلت‌فرم متفاوت است.
در زیر یک جدول غیر جامع از اینکه کدام سیستم‌ها برای رتروآرچ در دسترس هستند و هسته بر اساس چه پروژه‌ای است، فهرست شده است:
| سیستم                             | سیستم کامپیوتری/ شبیه‌ساز کنسول بازی ویدیویی      |
| --------------------------------- | ------------------------------------------------ |
| ۳دی‌او                             | 4DO                                              |
| آمستراد سی‌پی‌سی                    | Caprice32 CrocoDS                                |
| آرکید                             | MAME MESS FinalBurn Neo FinalBurn Alpha          |
| آتاری ۲۶۰۰                        | Stella                                           |
| آتاری ۵۲۰۰                        | a5200 Atari800                                   |
| آتاری ۷۸۰۰                        | ProSystem                                        |
| Atari Falcon                      | Hatari                                           |
| آتاری جگوار                       | Virtual Jaguar                                   |
| آتاری لینکس                       | Mednafen Handy                                   |
| آتاری اس‌تی                        | Hatari                                           |
| واندرسوآن                         | Mednafen                                         |
| کولکوویژن                         | blueMSX Gearcoleco                               |
| کمودور ۶۴                         | VICE Frodo                                       |
| کمودور ۱۲۸                        | VICE                                             |
| آمیگا                             | PUAE UAE4ARM                                     |
| کمودور سی‌بی‌ام-۲                   | VICE                                             |
| کمودور پی‌ای‌تی                     | VICE                                             |
| Commodore Plus/4                  | VICE                                             |
| وی‌آی‌سی-۲۰                         | VICE                                             |
| ام‌اس-داس و سیستم‌عامل‌های سازگار    | داس‌باکس DOSBox-Pure DOSBox-SVN                   |
| Electronika BK-0010/BK-0011       | M                                                |
| چنل اف                            | FreeChaF                                         |
| Vectrex                           | vecx                                             |
| بازی الکترونیک دستی               | GW                                               |
| Mac II                            | minivmac                                         |
| Odyssey²                          | O2EM                                             |
| اینتلی‌ویژن                        | FreeIntv                                         |
| Mega Duck                         | SameDuck                                         |
| ام‌اس‌ایکس                          | fMSX blueMSX                                     |
| توربوگراف‌اکس-۱۶ / سی‌دی            | Mednafen                                         |
| NEC توربوگراف‌اکس-۱۶ / سوپرگراف‌اکس | Mednafen                                         |
| NEC PC-8000 / پی‌سی-۸۸۰۰           | QUASI88                                          |
| NEC PC-98                         | Neko Project II Kai Neko Project II              |
| NEC پی‌سی-اف‌اکس                    | Mednafen                                         |
| NEC توربوگراف‌اکس-۱۶               | Mednafen                                         |
| نینتندو ۳دی‌اس                     | Citra 2018                                       |
| نینتندو ۶۴                        | Mupen64Plus Mupen64Plus-Next ParaLLEl N64        |
| نینتندو دی‌اس                      | DeSmuME 2015 melonDS                             |
| سیستم سرگرمی نینتندو              | higan Emux FCEUmm Nestopia UE QuickNES Mesen     |
| فامیلی کامپیوتر دیسک سیستم        | FCEUmm Mesen Nestopia higan QuickNES             |
| گیم بوی / کالر                    | Emux Gambatte SameBoy TGB Dual higan Mesen-S     |
| گیم بوی ادونس                     | Mednafen gpSP Meteor mGBA VisualBoyAdvance       |
| گیم‌کیوب                           | Dolphin                                          |
| Nintendo Pokémon Mini             | PokeMini                                         |
| سوپر نینتندو                      | higan Mednafen bsnes Snes9x Mesen-S              |
| Virtual Boy                       | Mednafen                                         |
| وی                                | Dolphin                                          |
| پالم (سیستم‌عامل)                  | Mu                                               |
| Philips CD-i                      | SAME CDi Cdi 2015                                |
| 32X                               | PicoDrive                                        |
| دریم‌کست                           | Redream Flycast (formerly Reicast)               |
| سگا گیم گیر                       | Genesis Plus GX PicoDrive SMS Plus GX Gearsystem |
| سگا مستر سیستم                    | PicoDrive Genesis Plus GX SMS Plus GX Gearsystem |
| سگا مگا سی‌دی                      | Genesis Plus GX PicoDrive                        |
| سگا مگا درایو                     | Genesis Plus GX BlastEm PicoDrive                |
| سگا ساترن                         | uoYabause Mednafen YabaSanshiro Kronos           |
| Sega ST-V                         | Kronos                                           |
| Sega VMU                          | VeMUlator                                        |
| SG-1000                           | blueMSX Gearsystem                               |
| Sharp X1                          | X Millennium                                     |
| X68000                            | PX68k                                            |
| ZX81                              | EightyOne                                        |
| اسپکتروم                          | Fuse                                             |
| پلی‌استیشن                         | Mednafen PCSX ReARMed DuckStation SwanStation    |
| پلی‌استیشن ۲                       | Play! PCSX2                                      |
| پلی‌استیشن همراه                   | PPSSPP                                           |
| Neo Geo Pocket / Color            | Mednafen RACE                                    |
| Spectravideo                      | blueMSX                                          |
| ۳دی‌او                             | Opera                                            |
| Thomson computers                 | Theodore                                         |
| طراحی باز                         | Uzem                                             |
| Vectrex                           | VecXGL                                           |
| Watara Supervision                | Potator                                          |

## تقدیرها
رتروآرچ برای تعداد سیستم‌ها و بازی‌هایی که می‌تواند تحت یک رابط کاربری واحد اجرا کند، مورد تحسین قرار گرفته است.
به دلیل تعداد زیادی از گزینه‌های موجود برای کاربر، پیکربندی آن دشوار است و در عین حال برای ویژگی‌های پیشرفته‌تر آن مورد تحسین قرار گرفته است.
در اندروید، به خاطر این واقعیت که به دلیل قابلیت‌های گسترش هسته‌های libretro که همپوشان‌ها را می‌توان سفارشی کرد، پشتیبانی می‌کند، برای سازگاری خود با چندین دستگاه جانبی کنترل‌کننده USB و بلوتوث، علاوه بر رایگان بودن برنامه و بدون تبلیغات، تحسین شده است.
کایل اورلند، که برای ارز تکنیکا می نویسد، گفت که ویژگی 'Run-Ahead' رتروآرچ «احتمالا بزرگترین پیشرفت در تجربه اجتماع بازی‌های یکپارچه‌سازی با سیستم‌عامل است که تاکنون دیده است.»